# Belle Poule
La Belle Poule fue una fragata de 60 cañones de la Marina francesa, famosa por trasladar los restos mortales de Napoleón Bonaparte de la isla de Santa Helena a Francia.
Aunque su construcción fue iniciada en 1828, la Belle Poule no fue botada hasta 1834. Fue uno de los primeros barcos en ser construidos en un astillero cubierto, lo que permitía a los constructores retardar la construcción cuando las circunstancias políticas y financieras no eran favorables. Su diseño se inspiró en la clase de fragata del USS Constitution. Fue comisionada en julio de 1835, y desplegaba propiedades de navegación bastante buenas.
El 1 de agosto de 1839, bajo el mando del príncipe de Joinville, el tercer hijo del rey Luis Felipe de Francia, partió de Cherburgo para unirse a la flota del Este del almirante Lalande. Regresó a Toulon el 21 de diciembre del mismo año.

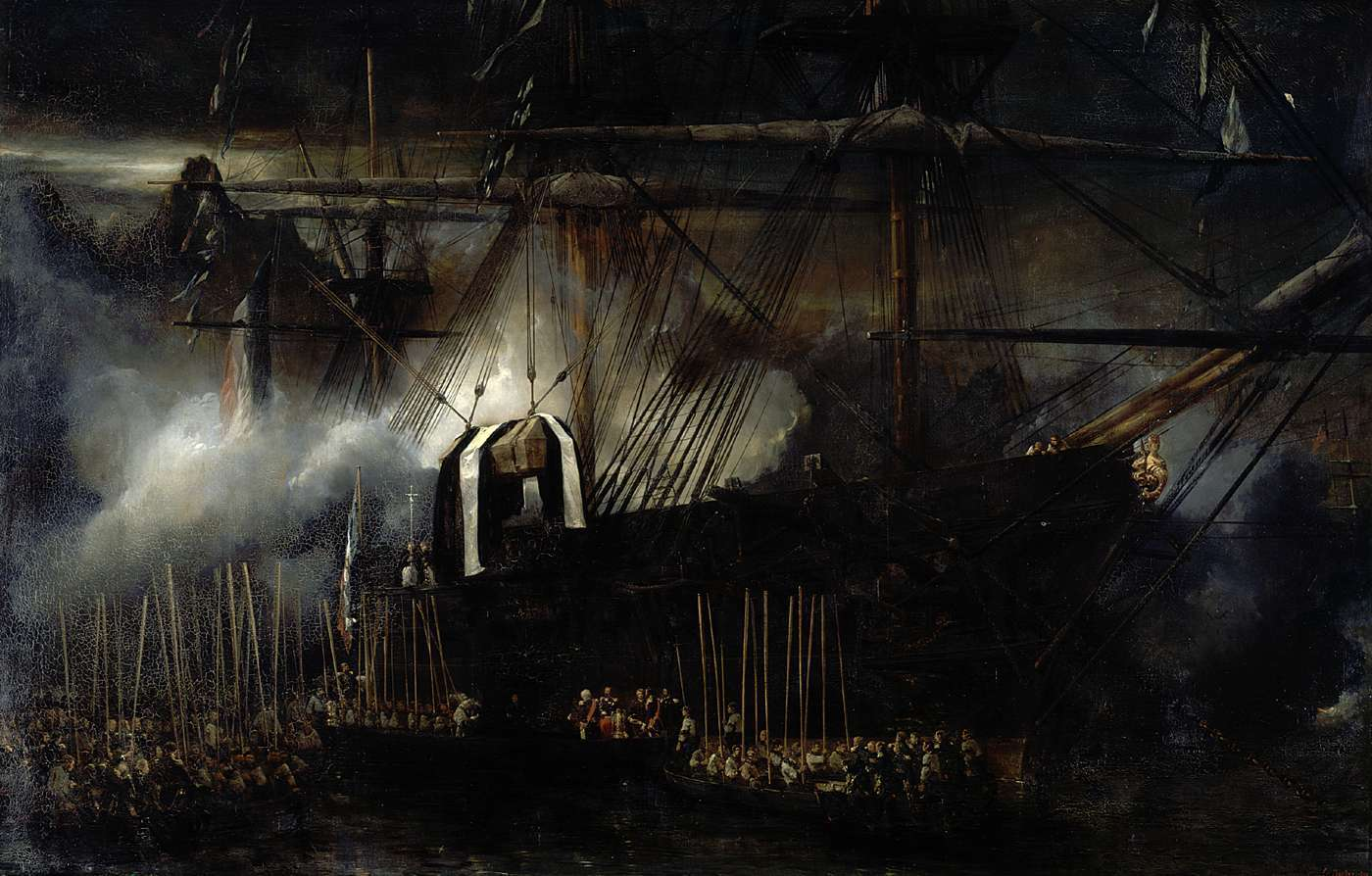
Repatriación de las cenizas de Napoleón a bordo de la Belle Poule, el 15 de octubre de 1840. Óleo sobre lienzo de Eugène Isabey, 1842, 369 x 238 cm, Castillo de Versalles.

El 27 de julio de 1840 partió equipada especialmente con rumbo a la isla de Santa Helena para repatriar los restos de Napoleón Bonaparte. El barco había sido pintado de negro para la ocasión. El 30 de septiembre de ese mismo año regresó a Cherburgo, luego de dejar los restos del emperador en Le Havre.
En 1841, la Belle Poule navegó a lo largo de la costa canadiense, donde el príncipe de Joinville desembarcó en Halifax, visitó Nueva York y se reunió con el presidente de Estados Unidos. La Belle Poule volvió a Toulon el 14 de julio de 1842.
En 1844, el príncipe de Joinville fue enviado a Marruecos para asistir al general Bugeaud en Argelia, con el rango de vicealmirante. A la expedición partieron el Suffren, el Jemmapes, el Triton y la Belle Poule. Tánger fue atacada el 6 de agosto, y Mogador fue tomada el 15 de agosto.
Posteriormente, la Belle Poule cruzó el océano Índico, donde un ciclón la dañó seriamente. Fue reparada en Sainte-Marie de Madagascar y luego regresó a Brest.
Tomó parte en la Guerra de Crimea, principalmente como transporte. Permaneció en el este hasta 1856, y volvió a Toulon el 1 de septiembre del mismo año.
En 1859 fue utilizada para transportar munición, y fue retirada del servicio el 19 de marzo de 1861. Se la utilizó para almacenar pólvora hasta 1888.